# Осорес Типальдос, Карлос
Карлос Осорес Типальдос (исп. Carlos Ozores Typaldos; 7 августа 1940, Панама, Панама — 11 марта 2016) — панамский дипломат и государственный деятель, первый вице-президент Панамы (1984, 1989).

## Биография
Родился в семье писателя Ренато Осореса.
Получил высшее юридическое образование, затем в Италии получил степень кандидата наук по международному праву. В 1969 г. он вернулся в Панаму и начал свою дипломатическую карьеру.  
Входил в состав панамской делегации при заключении договора Торрихоса-Картера (1977) о завершении американского контроля над Панамским каналом. В 1980-х гг. занимал пост заместителя редактора газеты La Estrella de Panamá.
- 1978—1981 гг. — министр иностранных дел,
- 1981—1983 гг. — постоянный представитель Панамы при Организации Объединенных наций, в ноябре 1982 г. занимал пост председателя Совета Безопасности ООН,
- 1983—1984 гг. — министр внутренних дел и юстиции,
- 1984 г. — первый вице-президент Панамы,
- 1985 г. — посол в Испании,
- 1989 г. — первый вице-президент Панамы,
- 1990-е гг. — посол в Канаде,
- 2005—2009 гг. — посол в Колумбии.

Также избирался секретарем Демократической революционной партии.

## Награды и звания
Награжден Большим крестом ордена Солнца Перу.